# Janvier 1872

## Événements
- 9 janvier (Guerre de la Triple Alliance) : paix entre le Brésil et le Paraguay, qui précise, à l’avantage du Brésil, le tracé de la frontière commune. L’Argentine prétend être trahie. Le Brésil est épuisé par la guerre.
- 12 janvier : Sous le nom de Yohannès IV, Kassa Mercha, ras du Tigré est couronné négus d’Éthiopie à Aksoum après quatre années de querelles de succession. Il se fait construire un palais à Macallé, sur le plateau du Tigré.
  - Yohannès oppose à la politique centralisation de Théodoros II une large décentralisation administrative et politique qui reconnaît une grande autonomie à l’aristocratie, en particulier au ras Ménélik II du Choa et au ras Adal de Godjam.
- 27 janvier : création de la Banque de Paris et des Pays-Bas.
- 20 janvier : mutinerie de l'arsenal de Cavie aux Philippines, qui donne lieu à une violente répression du mouvement révolutionnaire. De nombreux Philippins sont influencés par les idées républicaines et humanitaires à travers la maçonnerie.

## Naissances
- 24 janvier : Carlo Sforza, diplomate et homme politique italien, descendant de la célèbre famille Sforza, opposant au régime fasciste († 4 septembre 1952)
- 26 janvier : Robert Young, homme politique du parti travailliste au Royaume-Uni († 13 juillet 1957)
- 27 janvier : Etienne Mondineu, peintre français († 28 juillet 1940).

## Décès
- 30 janvier : Karl Schädler (né en 1804), médecin et homme politique liechtensteinois.